# Le Crime de Bout de Zan
Pour plus de détails, voir Fiche technique et Distribution.
Le Crime de Bout de Zan est un film muet français réalisé par Louis Feuillade, tourné en 1912 et sorti en 1913.
Ce film fait partie de la série des Bout de Zan.

## Fiche technique
- Titre : Le Crime de Bout de Zan
- Réalisation : Louis Feuillade
- Scénario : Louis Feuillade
- Société de production : Société des Établissements L. Gaumont
- Pays d'origine :  France
- Langue : film muet avec les intertitres en français
- Format : Noir et blanc — 35 mm — 1,33:1 — Muet — procédé cinématographique : sphérique
- Métrage :
- Genre : Comédie
- Durée :
- Date de sortie : 
  - France : janvier 1913

## Distribution
- René Poyen : Bout de Zan